# Уранил

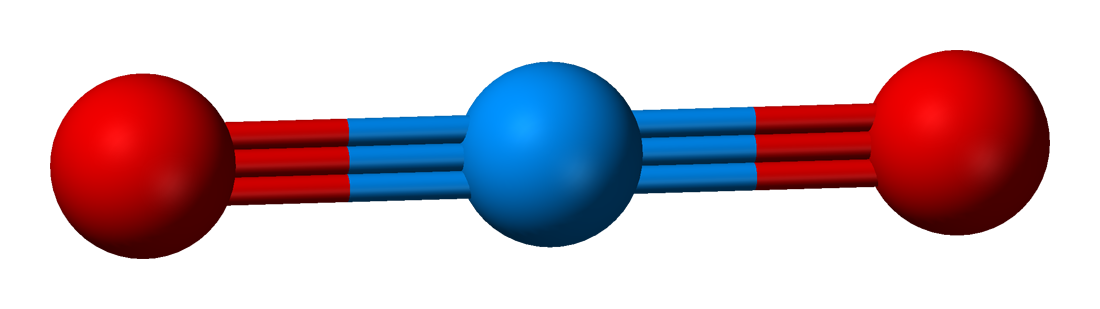
Шаро-стержневая модель UO

Уранил-катион, кратность связей U—O равна трём

Урани́л — ион с химической формулой UO2+
2, является оксикатионом урана в степени окисления +6. Имеет линейное строение, молекула образована двумя тройными связями между атомом урана и атомами кислорода. Уранил входит в состав большого числа солей и комплексных соединений. Образование комплексов происходит преимущественно с кислородсодержащими лигандами, атомы кислорода которых обладают донорными свойствами по отношению к центральному катиону UO2+
2. В координационную сферу комплексов уранила могут входить четыре и более лигандов, располагающихся в экваториальной плоскости вокруг центрального катиона. Комплексы уранила имеют важное значение при извлечении урана из его руд и в производстве ядерного топлива.

## Строение

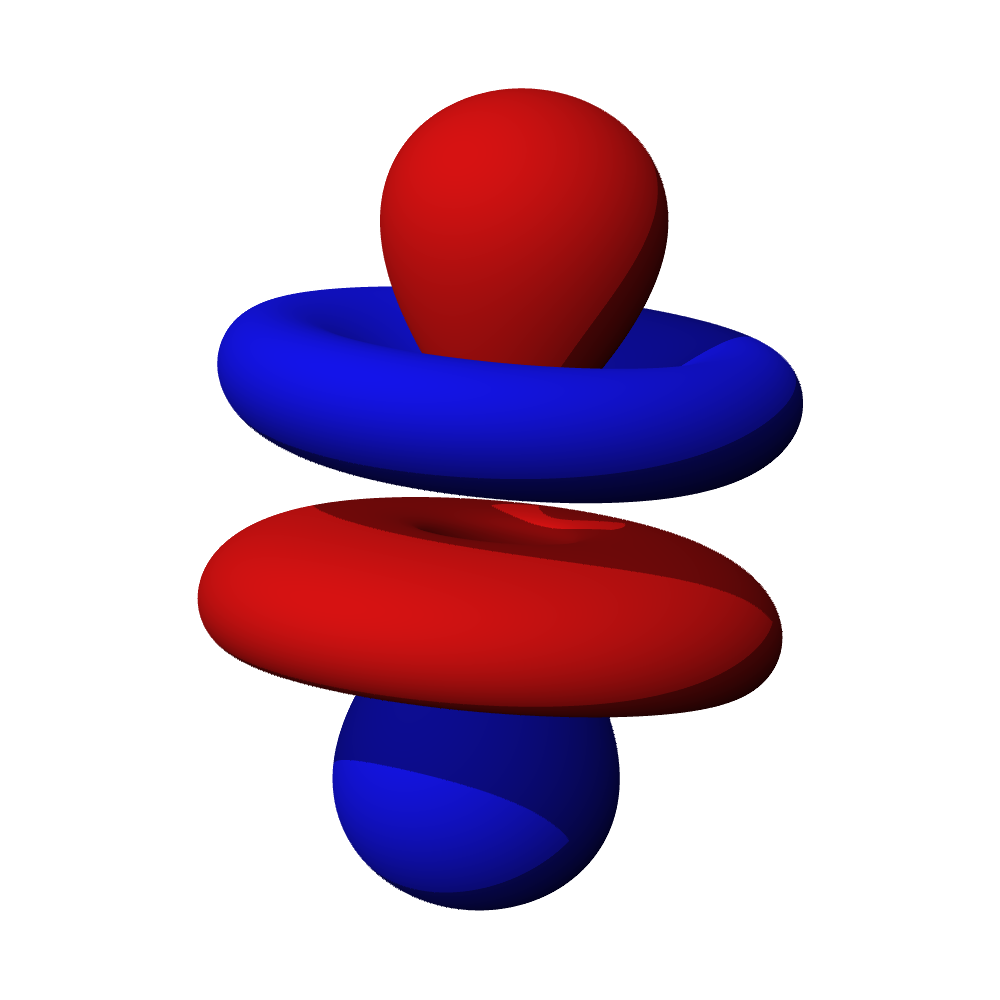
fz^{3}-орбиталь

Катион уранила имеет линейное симметричное строение, связи U—O имеют длину 1,8 Å, что указывает на кратность связи, равную трём. В образовании связей с атомами кислорода принимают участие орбитали атомов урана с наименьшей энергией — 7s, 5f и 6d. С точки зрения теории валентных связей, σ-связи могут образовываться при участии dz2- и fz3-орбиталей, образующих гибридные орбитали sd, sf и df (ось z проходит через атомы кислорода). Орбитали (dxz, dyz) и (fxz2, fyz2) участвуют в образования π-связей.

Структурная формула двуводного нитрата уранила (UO_{2}(H_{2}O)_{2}(NO_{3})_{2}). Уранильная группа, представленная фрагментом O=U=O, имеет линейное строение. В экваториальной плоскости комплекса расположены связи U—O с бидентантным нитрат-анионом и двумя молекулами воды. Эти U—O-связи имеют длину 2,45—2,51 Å и существенно длиннее, чем связи U=O в расположенном в центре комплекса ураниле

Уранил-катион в соединениях уранила всегда связан лигандами, в качестве которых могут выступать ионы и нейтральные молекулы. Для лигандов типично расположение в экваториальной плоскости комплекса, которая перпендикулярна прямой, проходящей через связи O—U—O. В случае четырёх лигандов, например в [UO2Cl4]2−, атом урана имеет искажённое октаэдрическое окружение. В экваториальной плоскости могут располагаться и более четырёх лигандов.
Во фториде уранила, UO2F2, координационное число атома урана достигает восьми; два атома кислорода в катионе UO2+
2 и шесть атомов атомов фтора в экваториальной плоскости, что обуславливает слоистую структуру данного соединения.

## Спектроскопия
Цвет соединений уранила обусловлен переносом заряда от лиганда к атому урана и соответствует длине волны приблизительно 420 нм, на синем краю видимого спектра. Точное расположение полосы поглощения и околопороговая тонкая структура рентгеновского спектра поглощения (NEXAFS) зависит от характера экваториальных лигандов. Соединения, содержащие катион уранила, как правило, жёлтые, хотя некоторые из них имеют красный, оранжевый и зелёный цвет.
Для соединений уранила характерно проявление люминесцентных свойств. Первое исследование люминесценции зелёного цвета у уранового стекла, проведённое Дэвидом Брюстером в 1849 году, послужило началом широкомасштабных исследований в области спектроскопии уранил-катиона. Детальное понимание спектра было получено 130 лет спустя. К настоящему времени установлено что люминесценцию соединений уранила более точно относить к фосфоресценции, так как она обусловлена переходом с низшего триплетного возбуждённого состояния к основному синглетному состоянию. С люминесценцией сульфата калия-уранила K2UO2(SO4)2 было связано открытие радиоактивности.
Уранил-катион характеризуется частотой валентных колебаний νU—O, равной приблизительно 880 см−1 в спектре комбинационного рассеивания и при 950 см−1 в инфракрасной области спектра. Эти частоты зависят от того, какие лиганды находятся в экваториальной плоскости комплекса уранила. Частота валентных колебаний хорошо коррелирует с длиной связи U—O, а также с положением лигандов, лежащих в экваториальной плоскости, в спектроскопическом ряду.

## Химические свойства в водных растворах

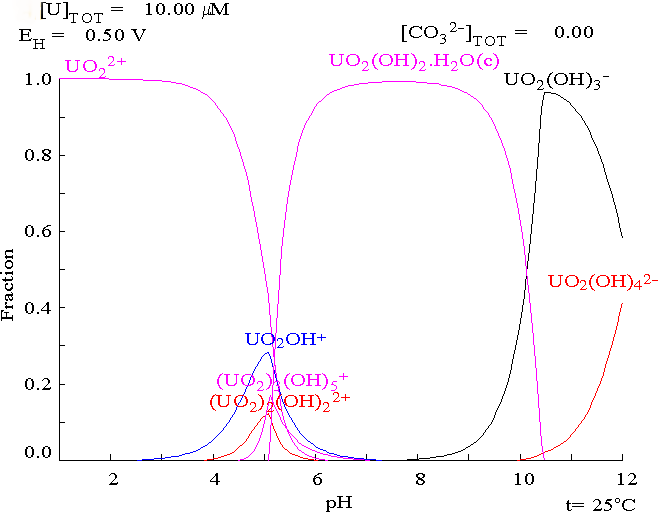
Гидролиз соединений урана(VI) в зависимости от pH

В водных растворах уранил является слабой кислотой.
[UO2(H2O)4]2+  [UO2(H2O)3(OH)]+ + H+;  pKa ≈ 4,2.
При увеличении pH происходит образование катионов состава [(UO2)2(OH)2]2+ и [(UO2)3(OH)5]+, предшествующее выпадению в осадок гидроксида уранила UO2(OH)2, который расторяется в сильнощелочной среде с образованием гирокси-комплексов уранила.
Уранил-катион может быть восстановлен под действием мягких восстанавливающих реагентов, например, металлического цинка, до соединений урана со степенью окисления +4. Использование амальгамы цинка позволяет провести восстановление до соединений урана(III).

### Комплексные соединения

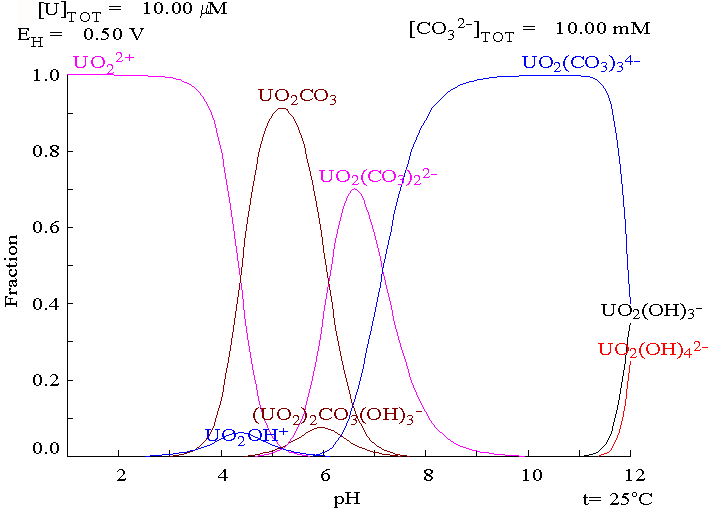
Кабонатные и гидрокси-комплексы урана(VI) в зависимости от pH

Уранил проявляет свойства жесткого акцептора электронной плотности, вследствие чего для него более характерны комплексы с донорными лигандами, такими как гидроксид, карбонат, нитрат, сульфат, анионы карбоновых кислот, фторид, чем с донорными азотсодержащими лигандами. При этом в экваториальной плоскости комплексов уранила может находиться от 4 до 6 атомов, принадлежащих лигандам. Например, в двуводном нитрате уранила, [UO2(NO3)2]·2H2O, в экваториальной плоскости расположены шесть атомов: четыре принадлежат бидентантным нитратным группам и два входят в состав молекул воды. Данный комплекс имеет структуру гексагональной бипирамиды. В качестве кислородсодержащих лигандов в комплексах уранила могут выступать фосфиноксиды и фосфоновые кислоты. Безводный нитрат уранила может быть получен путем его перевода из водного растора в диэтиловый эфир в результате экстракции. При упаривании эфира образуется комплекс нитрата уранила с двумя молекулами диэтилового эфира, отличающийся гидрофобными свойствами. Только производные уранила, а также ионы актиноидов, например, соли плутония, обладают способностью к замещению молекул воды в своей координационной сфере на слабополярные молекулы органических веществ, что даёт возможность их выделения из водных растворов методом экстракции из смесей с переходными металлами и лантаноидами, которые таким свойством не обладают. По этой причине комплексы уранила занимают центральное место в процессе переработки урановых руд в производстве ядерного топлива. Так, в промышленном производстве нитрат уранила экстрагируют из водного раствора с помощью раствора трибутилфосфата (ТБФ), (CH3CH2CH2CH2O)3P=O, в неполярных расворителях (легкие нефтепродуты), при этом ТБФ входит в координационную плоскость экстрагируемого соединения в качестве второго лиганда. Далее отделённый от солей других металлов нитрат уранила снова переводят в водную фазу обработкой полученного при экстракции раствора концентрированной азотной кислотой, в результате чего образуется комплекс [UO2(NO3)4]2−, переходящий в водную фазу и образующий [UO2(NO3)2]·2H2O после упаривания воды.

## Минералы
Соединения уранила выделяют из следующих минералов, содержащихся в урановой руде:
- силикаты: уранофан (H3O)2Ca(UO2)2(SiO4)·3H2O)
- фосфаты: отенит (Ca(UO2)2(PO4)2·8-12H2O), торбернит (Cu(UO2)2(PO4)·8-12H2O)
- арсенаты: арсенураносфпатит (Al(UO2)2(AsO4)2F·20H2O)
- ванадаты: карнолит (K2(UO2)2(VO4)2·3H2O), тюямунит (Ca(UO2)2V2O8·8H2O)
- карбонаты: шрёкингерит NaCa3(UO2)(CO3)3(SO4)F·10H2O
- оксалаты: уроксит [(UO2)2(C2O4)(OH)2(H2O)2]·H2O.

При этом данные минералы не имеют большой коммерческой ценности, поскольку большая часть урана добывается из настурана — минерала, содержащего оксиды урана.
Китайские учёные из Северо-Восточного университета в Чанчуне разработали метод добычи урана из морской воды с помощью ткани из углеродного волокна, который существует в ней в ионной форме, известной как уранил. Исследование опубликовано в научном журнале ACS Central Science (ACSSC)

## Применение
Соединения уранила используются для окрашивания образцов при исследованиях ДНК методами электронной и электромагнитной микроскопии.

## Влияние на здоровье и окружающую среду
Соли уранила токсичны и могут вызывать тяжелые хронические заболевания почек и острый тубулярный некроз. К основным поражаемым органам относятся почки, печень, легкие и мозг. Накопление соединений уранила в тканях половых желез приводит к наследственным заболеваниям, а в лейкоцитах — к повреждению иммунной системы. Соединения уранила также являются нейротоксинами.
Соединения уранила были обнаружены в местах использования боеприпасов, содержащих обеднённый уран.
Все вещества и материалы на основе соединений уранила радиоактивны. Однако уран в них обычно находится в обеднённой форме, за исключением применений для целей атомной промышленности. Обеднённый уран состоит в основном из 238U, который имеет период полураспада (4,468 ± 0,003)⋅109 лет (α-распад), то есть является слаборадиоактивным веществом. Даже при наличии в составе рассматриваемых веществ не обеднённого, а природного урана, состоящего из трёх изотопов (238U, 235U и 234U), его активность лишь в 2 с небольшим раза больше, чем активность обеднённого урана. Это объясняется тем, что в природном уране 238U и 234U находятся в вековом равновесии, то есть их активность одинакова, а активность 235U составляет лишь малую добавку (менее 5 %) от активности 238U. Все природные изотопы урана представляют собой практически чистые альфа-излучатели, и их радиоактивность может нанести вред только при попадании внутрь организма.